# Flemming Møller Mortensen
Flemming Møller Mortensen, född 3 juli 1963 i Store Brøndum, Danmark, är en sjuksköterska och politiker. Møller Mortensen har suttit i Folketinget sedan 2007 då han valdes in för  Socialdemokratiet i Nordjyllands storkrets. Han var utvecklingsmininster  19 november 2020 till 15 december 2022. 

## Bakgrund
Møller Mortensen är son till prästgårdsföreståndare Jens Møller Mortensen och undersköterskan Marie Kirstine Mortensen.
Han tog højere forberedelseseksamen vid Ålborgs statsgymnasium 1982 och sjuksköterskeexamen vid Sygeplejeskolen i Ålborg 1988. Efter sin examen arbetade han i Tamil Nadu, Indien vid ett sjukhus som arbetade med spetälska. Han fortsatte därefter till Grönland där han arbetade vid distriktssjukhuset i Ilulissat. Han vände därefter tillbaka till Danmark för att specialisera sig till anestesisjuksköterska vid Ålborgs sjukhus, något han blev 1996.
Efter att ha arbetat som underchef och senare avdelningssjuksköterska vid sjukhusets anestesiavdelning blev han 2000 anställd som läkemedelskonsult vid  AstraZeneca, där han 2001 blev hospitalsspecialist. Han tog LIF-examen 2002. Mellan 2005 och 2007 arbetade han som försäljningschef vid läkemedelsbolaget Novartis.

## Politisk karriär
Den politiske karriären började vid kommunvalet 2001 då Møller Mortensen valdes in i kommunalstyrelsen i Skørping kommun. Vid kommunvalet 2005 blev han invald i den nybildade Rebild kommun där han satt fram till 2007 då han blev invald i folketinget. Han var ordförande för kultur- och fritidsnämnden samt satt i representantskapet för Ålborg symfoniorkester och i styrelsen för Sydhimmerlands museum.
Mortensen blev folketingskandidat for Himmerlandskretsen (Nordjyllands storkrets) 2007 och valdes in vid Folketingsvalet 2007. Vid Folketingsvalet 2011 fick han 6 847 personröster och blev återvald. Han blev Socialdemokraternes talesperson i hälsofrågor 2013. Han har suttit i ett stort antal utskott i Folketinget. Vid Folketingsvalet 2015 återvaldes han med 7 897 personröster. Vid folketingsvalet 2019 blev Møller Mortensen åter omvald och utsågs i samband med att regeringen Mette Frederiksen I bildades den 27 juni 2019 till partiets gruppledare i Folketinget. Han tog själv plats i regeringen som minister för utvecklingssamarbete och nordiskt samarbete 19 november 2020, en post han behöll till folketingsvalet 2022. Han utsågs 2020 till riddare av dannebrogorden, vilket gick emot den socialdemokratiska linjen att säga nej till ordnar.

## Privatliv
Mortensen blev 1985 tillsammans med sjuksköterskan Erik Elgaard Sørensen och de ingick registrerat partnerskap 1990. Efter att Sørensen dött av prostatacancer 2019 gifte Mortensen om sig med Morten Thygesen den 21 maj 2022.